# جو-ماكس مور
جو-ماكس مور (بالإنجليزية: Joe-Max Moore)‏ (مواليد 23 فبراير 1971) هو لاعب كرة قدم. يلعب مع منتخب الولايات المتحدة الأمريكية لكرة القدم. سبق له أن لعب في كأس العالم لكرة القدم مع منتخب بلاده.

## روابط خارجية
- جو-ماكس مور على موقع الاتحاد الدولي (مؤرشف)  (الإنجليزية)
- جو-ماكس مور على موقع الدوري الأمريكي (الإنجليزية)
- جو-ماكس مور على موقع قاعدة بيانات كرة القدم.إي يو (الإنجليزية)
- جو-ماكس مور على موقع ناشيونال فوتبول تيمز (الإنجليزية)
- جو-ماكس مور على موقع عالم كرة القدم.نت (الإنجليزية)
- جو-ماكس مور على موقع أوليمبيديا (الإنجليزية)